# Courento
La courento, courente o courenta (corenta in grafia occitana normalizzata) è una danza tradizionale ballata nelle valli occitane ma largamente conosciuta nel repertorio del bal folk. Vi sono molti tipi di courento che si differenziano per il passo e per lo schema.

## Courento della val Varaita
Nella val Varaita viene eseguita da un cerchio di coppie in corteo. Le coppie si dispongono una dietro l'altra, gli uomini che portano la dama a destra la tengono con il braccio dietro la vita, le donne appoggiano la mano sinistra dietro la schiena dei compagni (sulla scapola). 
La danza è composta di due parti.

### Prima parte
Passeggiata la meiro delle coppie in senso antiorario.

### Seconda parte
Giratisi di fronte si fa un balà e un virà con il proprio partner, 
Si ripetono le parti per un numero di volte che viene deciso dai musicisti.

### Conclusione
La danza è conclusa da un 'balet che coinvolge tutte le coppie, i ballerini dopo aver ballato con la propria dama vanno verso il centro del cerchio (4 passi), si girano, tornano verso l'esterno (4 passi) andando leggermente a destra, così si vanno a trovare davanti ad una nuova ballerina con cui fanno il vira, e di nuovo con le altre. La tradizione vuole che i musicisti ripetano il brano tante volte a seconda del numero dei partecipanti in modo da dare la possibilità a tutti di incontrarsi.

## Courenta della val Vermenagna
Danza energica, ballata in coppia, con il passo tipico e velocissimo della valle Vermenagna.

## Courento dei coscritti
Danzata da un cerchio di ballerini che si tiene per mano.

## Courenta dla rocho
Caratterizzata dalla doppia battuta delle mani.

## Discografia
- 1989 AA.VV. Muzique Ousitane 2 -- Soulestrelh
- 1998 Silvio Peron e Gabriele Ferrero Ballo delle valli occitane d'Italia -- Robi Droli